# 안동준
안동준(1919년 5월 15일~2010년 11월 16일)은 대한민국의 정치인이다. 제3·5·6·7대 국회의원을 지냈다.

## 역대 선거 결과
|  | 57.73% |

|  | 44.07% |

|  | 47.97% |

|  | 42.51% |

|  | 60.23% |

|  | 19.89% |

|  | 18.27% |